# Растафаријанство
Растафаријанство је „начин живота“ и монотеистички религиозни покрет, настао касних 1920-их и раних 1930-их на Јамајци. Његови припадници верују да је Хајле Селасије божја реинкарнација, и познати су као расте. Већина расти ће се увредити ако их назовете растафаријанцима или њихов покрет назовете растафаријанизам/растафаријанство јер, како кажу, „изам-скизам игра је део Бабилонске/Вавилонске културе“.
Овај покрет, између осталог, проповеда о једнакости и уједињењу раса, нација и полова, љубави, и повратку у такозвани Зајон (енгл. Zion), где се мисли на Африку, прецизније, Етиопију. Занимљиво је и то да Растафари као покрет нема и не жели да има икакво политичко опредељење док се врло често везује за комунизам, пан-африканизам, пацифизам, анархију и др.
Назив потиче од првобитног имена Хајла Селасија - Рас Тафари Маконен; Рас, у Етиопији, је титула једнака цару. Име по рођењу му је било Лиж Тафари Маконен Волдемикаел, док Хајле Селасије значи моћ/снага светог тројства.
До данас је овај покрет присутан у већем делу света, великим делом захваљујући утицају реге музике. Боб Марли је до данас најпознатији раста, кога неки од чланова једног од многих такозваних племена Најабинги (енгл. Nyabinghi/Nyahbinghi) које је уједно и најстарије, сматрају раста пророком и стављају га у раста свето тројство са Хајлем Селасијем и Маркусом Гарвијем. 1997. у свету је било око милион расти, док га данас (2015. године) чини популација процењена на око 10 милиона људи..

## Историја
Растафаријанство је настало као покрет припадника црне расе који су сматрали Африку, а поготово Етиопију, као место рођења човечанства. На настанак покрета је снажно утицала и традиција отпора ропству и угњетавању, који су пружали одбегли робови на Јамајци. Јавио се као побуна против "Вавилона“ (белачке цивилизације и система), из потребе црначке популације, потискиване од стране белаца, да задржи свој понос, уклони остатке ропства, ослободи се колонијализма, стекне једнака права као и белци, и докаже да завређују слободу и поштовање. Расте се залажу са слободу, поштовање, једнакост и мир, и имају снажан осећај заједништва. Велики утицај на настанак покрета је имао афроцентристички религијски текст Холи Пиби (Holy Piby).
Растафаријанство се првобитно јавља на Јамајци и његови почеци се везују за Маркуса Гарвија, оснивача Универзалне асоцијације за унапређење црнаца (УНИА), који је говорио црнцима да се упознају са својом прошлошћу и културним наслеђем. Гарви је проповедао повратак у земљу порекла Африку и наглашавао веру у једног Бога. Најављивао је долазак црног краља који ће ослободити и ујединити све Африканце (једном приликом је након сна изјавио: “Погледајте у Африку. Тамо црни краљ ће се крунисати, јер дан ослобођења је надомак руке“).
Расте ове речи доживљавају као пророчанство за које сматрају да се убрзо обистинило и зато поштују Гарвија као пророка. У Етиопији је 2. новембар 1930. године крунисан рас Тафари Маконен (последњи цар Етиопије) и многи сматрају тај датум даном рођења покрета. Након Селасијевог крунисања, раста покрет је скупио своје следбенике и службено започео. По њему је растафаријанизам и добио име. Сам Гарви се, међутим, није дивио цару Селасију и нападао је расте као занесењаке. Рас Тафари Маконен потом узима назив Хајле Селасије I од Етиопије, као и следеће титуле: Краљ свих краљева, Господар свих господара, изабраник Бога и победоносни Лав Јудејски, јер тврди да је 225. потомак краља Соломона.
Растафаријанцима је Селасије више од политичког лидера; раста теологија заснива се на његовој божанској природи, као живе манифестације Бога. Верују да су белци изменили чињенице при преводу Библије, нпр. да је рајски врт у ствари у Етиопији, да су они потомци и припадници изгубљеног племена Израела, некада прогнаног, али сада нађеног, захваљујући отелотворењу Бога у лику цара Хајла Селасија, потомка краља Давида. Верују да ће Јахве послати знак и помоћи повратак његових верника у Етиопију, њихову постојбину. Расте верују да је пре Селасија било још три спаситеља: Мојсије, Илија и Исус Христос. 
Први растафаријанци су изникли из најниже класе која је често трпела малтретирања, злостављања, и затварања у затворе. Један од важнијих раста у том периоду био је Леонард Ховел, оснивач Пинакл (“врхунске”) комуне. Након рушења комуне од стране власти дошло је и до крвавих сукоба, јер је неколицина раста у очајању одбацила ненасилну политику покрета.
Покрет је прошао кроз релативно мирно раздобље током 1930-их и 1940-их. Али 1950-их и 1960-их је покрет почео буктати, и трпети све више прогона и затварања од средње класе јамајканског друштва и власти. Ово је било уско везано са све израженијим црначким покретом у Америци, али и широм света. Раста покрет је почео окупљати све више следбеника у САД и Енглеској. 1970-их покрет се драстично шири захваљујући успону реге музике и њеног најпознатијег представника Боба Марлија.

## Гране
Растафаријанци немају јединствену цркву нити организацију, већ постоји више грана растафаријанства, од којих су неке:
- Светска етиопијска федерација - основана 1937. уз подршку самог Селасија да материјално и политички помаже црнце на западу, касније узима и улогу религије;
- 12 племена Израела - основана 1968. од стране др Вернона Карингтона, повезани су са краљевском породицом Етиопије и залажу се да Селасијев унук Зер Јакоб поврати престо;
- Етиопски национални конгрес; Бобо дредови ; Принц Едвард Емануел; Нуабинска теократска влада; Ционска коптска црква;

Постоје и групе које су прихватиле православље, предвођене младим свештеницима школованим ван земље, као што је Аба Лаике Мандефро. Основна разлика између православних верника и осталих расти је што православна црква сматра да је Селасије божанствен по својој појави, то је „доулеиа“ или поштовање, док растафаријанци верују да је божанствен по духу, „латреиа“ или апсолутно обожавање.

## Обележја
На растафаријански покрет су доста утицали афрички племенски обреди, хиндуизам (преко великог броја индијских радника доведених на Јамајку након укидања ропства), црни Јевреји (фаласха), као и православно хришћанство односно етиопска варијанта православља.
Растафаријанство је мешавина и хришћанства и јудаизма, народних предаја, легенди и митова. Поштују Бога кога називају Џа (Jah (од Јахве)). Немају свештенике већ старешине са мудрошћу и искуством, нити цркву, јер сматрају да је црква у сваком човеку. Растафаријанци верују да је рајски врт у ствари у Етиопији, и да су они потомци и припадници 12 израелских племена. Африка у целини, а Етиопија посебно, се сматра местом библијског раја на земљи (Цион). Расте верују да су Вавилонци (односећи се на робовласнике, данашње владе, зло) учинили нешто, чиме су увредили Бога, и да су их они отерали у ропство, но верују да ће Џа послати знак и помоћи повратку његових верника у Етиопију, њихову постојбину. 
Расте верују у непосредно присуство Бога у „дреду“ (расти који поштује Бога). Они верују да је тело храм, тако да нема потребе градити физичке грађевине. Изворни растафаријанци живе у заједницама, комунама у шумама и селима Јамајке, док расте припадници средњег сталежа, узимају само нека од обележја растафаријанства. Расте славе верске празнике, као што су етиопски Божић (07.01.), рођендан Боба Марлија (06.02.), рођендан Хајла Селасија, итд. Верске обавезе нису прецизно утврђене и разликују се од једне групе до друге, иако су у основи сличне.
Растафаријанство је такође патријархални покрет, где жене имају споредну улогу. Жене су признате само као супруге растафаријанаца. Сматрали су да жена може доживети веру само кроз мушкарца. Могле су приступити заједници само уз мушкарца. Током времена избориле су се за већи статус и слободу, но улога им је још увек споредна.

### Свете књиге
Поред Библије, растафаријанцима су важне још две свете књиге; Кебра Нагаст и Холи Пиби. Холи Пиби, познату под називом Црначка Библија, сматрају списом најближим оригиналној Библији, написаној на коптском језику. Они сматрају да је првобитна Библија промењена од стране Вавилона како би сакрили доказе о узвишености црне расе, и пороцима беле расе. Кебра Нагаст, такође позната под називом Књига славе краљева Етиопије је изворни спис легенде која потврђује Хајла Селасија као потомка краља Соломона, и приказује повест Соломонове лозе. Она се сматра главним приказом преобраћења етиопског народа од поштовања сунца, месеца и звезда на поштовање Бога. Није познато тачно време настанка, нити ко ју је написао, но нагађа се да је настала у периоду између 1270. и 1285. године.

### Боје
Боје заступљене у раста симболици су црна, црвена, жута и зелена. Зелену, жуту и црвену боју, са заставе Етиопије, су расте прихватили као своје боје. Томе су додали и црну боју која се појављује на застави коју је дизајнирао Маркус Гарви. Црна боја је боја Африке. Црвена представља крв Африканаца, проливену у борби за слободу. Жута представља опљачкано злато и богатство њихове отаџбине. Зелена представља лепоту и вегетацију Етиопије, обећане земље. На застави се често може видети и приказ лава. Лав јудејски представља Хајла Селасија, „краља над краљевима“, као што је и лав краљ свих животиња. Селасије је носио прстен лава јудејског, који је после његове смрти предат Бобу Марлију. Даља судбина овог прстена је мистерија, јер је нестао после Марлијеве смрти.

### Исхрана
Праве расте једу само 'И-тал' храну, која је нека врста вегетаријанске исхране. Назив потиче од речи виталан. Ова храна није третирана хемикалијама. Расте сматрају да је људско тело храм, и да у њега не би смели уносити нечисту храну, већ се мора бринути о њему. Раста исхрана не садржи со, конзервансе, месо, млеко и млечне производе, алкохол, цигарете, кафу ни дрогу (марихуану не сматрају дрогом већ светом биљком). Кувана је, али се служи без зачина. Доста користе семе конопље од кога се добија уље за кување, а користе га и као зачин и чај. Такође кувају и на кокосовом млеку. Пију само чисту воду, воћне сокове и понекад чај. Као посуђе користе кокосове љуске, а кашике су им од изрезбареног дрвета.

### Ганџа
Ганџу (марихуану, траву, конопљу, канабис, итд) растафаријанци такође називају и светом биљком која прочишћава тело и душу, доноси смиреност, испуњава људе надахнућем и приближава их Богу. Ганџа се користи у церемонијалне сврхе, јер сматрају да њена опојност мења стање свести, пружа надахнуће изнутра, служи као средство медитације. Она има широк распон употребе; користи се у медицини, њено семе се користе у прехрамбене сврхе, од њега се може добити и уље, такође се користи за прављење ужади, одеће, папира, сапуна, боје, итд. Ганџа није специфична само за раста покрет, она се и пре међу јамајканским народом користила у медицинске сврхе, за израду одеће, чајеве и слично. Легенда каже да је ганџа прва биљка која је израсла на гробу краља Соломона. Расте верују да и Библија налаже уживање канабиса, и тумаче неке реченице из Библије у смислу уживања конопље. Ону траву супротстављају алкохолу, за који кажу да чини људе глупим и да није део афричке културе.
У многим земљама растама је забрањено да пуше ганџу, укључујући и њихову домовину Јамајку. У САД и Великој Британији су експлицитно одбијени захтеви да им се дозволи уживање конопље у верске сврхе, што они сматрају ограничавањем слободе вероисповести. Због тога у многим градовима широм света организују Ганџа марш за њену легализацију.

### Дредови
Дредови на глави расте представљају њихове корене, повезаност са земљом, прецима и природом. Такође представљају гриву лава, симбол Африке. Уједно су и вид побуне против белог естаблишмента, као контраст белачкој плавој коси и култури. У почетку су их носили само они који су полагали заклетву, да би их касније прихватила већина раста. Дужина дредова за њих представља меру мудрости, зрелости и знања, као и то колико дуго је одређена особа следбеник покрета.

### Реге музика
Реге музика је настала под утицајима домородачког јамајканског и афричког бубњања. Реге је инспирисан раста покретом, те се назива и музиком црначког протеста. Појавио се током 1960-их на Јамајци. Он постаје центар растуће националне свести Јамајканца, били они расте или не. Растафаријанци су до тада сматрани за отпаднике и криминалце, али са доласком реге музике ствари се мењају. Убрзо су сви познатији реге музичари имали дредове и певали о Селасију. Током 1970-их реге се проширио у Европу, Америку и Африку. За то је пре свега заслужан Боб Марли, који је са својим бендом прихватио растафаријанство и ширио га својом музиком.

## Раста говор
Расте верују да су им робовласници украли изворни афрички језик и наметнули им енглески. Зато су основали два дијалекта: 1.„ајарски“ (енгл. „Iyaric“) који подразумева енглески са урбаним слангом и 2.„патоис“ или „јамајкански патва“ (енгл. „Patois“, „Jamaican Patwah“)

### Речи
BABYLON - трули систем, црква и држава; извор свеколиког зла; полиција, полицајци.

BALD-HEAD - просечан човек; онај ко нема дредове; онај ко ради за Вавилон. 

BLACKHEART MAN - лош човек. 

CEASE & SEKKLE! - стани са свим и опусти се! 

CHANT – певати, нарочито духовне песме. 

COLLIE (урбани сланг) – канабис. 

CREATION STEPPER - онај који се креће кроз Вавилон без страха. 

CULTURE - изворне вредности и традиција коју Расте поштују. 

CUTCHIE - лула за заједничко пушење. 

DALLY - ићи цик-цак на точковима или пешке; возити бајк у ритму и клатити се. 

DONKYA - настало од "don't care"; брига ме, све ми је равно.

DOWNPRESSOR – тлачитељ. 

DREAD - особа са дредовима; озбиљна ствар или идеја; опасна ситуација или особа. 

DREADLOCKS - коса која се не чешља и не шиша; особа са дредовима. 

DREADY - пријатељски израз за особу са дредовима. 

EVERYTING COOK & CURRY - све је како треба; побринули смо се за све. 

GAL – девојка. 

HARD EARS - тврдоглавост; не слушати. 

HITEY-TITEY - виша класа, богатуни; они који хоће да буду бољи од других.

I-MAN - ја, мене, моје. 

IRIE - поздрав; добро изврсно; најјачи позитивни придев за нешто.

JAH - Бог; настало од старозаветног Јахве. 

HAILLE SELASSIE - етиопски владар кога растафаријанци обожавају као Бога. 

JAMMIN - музицирати на лицу места, импровизовати; добро се проводити, ђускати..

KUMINA - екстатички плес чија је сврха општење са прецима. 

MADDA – мајка. 

MAROON - одметнути робови који су се одупирали властима у 18. и 19. веку.
 
NATTY, NATTY DREAD - особа са дредовима; дредови. 

ONE LOVE - честа фраза која изражава заједништво.

POLYTRICKS - настало од politics; политика. 

ROCKERS - они који слушају реге музику. 

ROOTS – корени; оно што је произишло из заједничког искуства људи; изворно. 

SATTA - седети, одмарати, медитирати.

SKANK - играти уз реге или ска музику, сканковати. 

SOUND SYSTEM - огромно покретно озвучење са којим путују извођачи широм Јамајке правећи журке и фестивале на отвореном. 

TATA – тата, отац; користи се и као почасна титула за старије. 

ZION - Етиопија, Африка, растафаријанска постојбина (од библијског Цион).

HERB, KALI, COOLY, KAYA – канабис. 

LAMBSBREAD - веома квалитетан канабис.

DEH - there; DI - the; DIS - this; FI – for. 

### Изрази
“All a dem a me fambly” - Сви они су моја фамилија. 

“Wha eye no see, heart no leap” - Кад очи не виде, срце се не плаши. (могло је нешто страшно да се деси, али ако ниси видео онда ниси уплашен) 
“Me come yah fi drink milk, me no come yah fi count cow!” - Дошао сам по млеко, а не да бројим краве! (дај то што си обећао, доста глупости!) 
“The higher the monkey climbs the more him expose” - Што се мајмун више пење, више се открива. (кад неко добије виши положај покаже своје право лице) 
Израз “I and I” (ја и ја) се често користи у говору и наглашава да нико није привилегован и да су сви људи у основи једнаки, као и да је човек у јединству са Богом.